# Sertularella picta
Sertularella picta är en nässeldjursart som först beskrevs av Meyen 1834.  Sertularella picta ingår i släktet Sertularella och familjen Sertulariidae. Inga underarter finns listade i Catalogue of Life.